# UKS 21 Podlesie
UKS 21 Podlesie – polski klub szachowy z siedzibą w Podlesiu (Katowice), założony w 2008 roku.

## Historia
W 1961 roku przy Szkole Podstawowej nr 21 w Podlesiu Bolesław Holecki założył kółko szachowe, które następnie zostało przekształcone w sekcję szachową Podlesianki. W 2008 roku przy tej samej szkole założony został UKS 21 Podlesie. Juniorzy klubu zdobywali między innymi mistrzostwo Śląska, a w 2011 roku awansowali do II ligi. W 2015 roku w II lidze zadebiutowali seniorzy. W sezonie 2018 UKS 21 Podlesie zajął pierwsze miejsce w rozgrywkach seniorskich i wywalczył awans do I ligi. Po tym osiągnięciu nowym zawodnikiem klubu został wicemistrz Polski z 2015 roku, Maciej Klekowski. UKS 21 Podlesie zajął w 2019 roku drugie miejsce w I lidze, ulegając jedynie Wrzosowi Międzyborów, i awansował do ekstraligi szachowej. W sezonie 2020 ekstraligi UKS 21 zajął przedostatnie, dziewiąte miejsce i spadł z ligi.
Klub jest organizatorem Ogólnopolskich Mistrzostw Szkół i Przedszkoli w Szachach, a także współorganizatorem Turnieju Przyjaźni Polsko-Węgierskiej.

## Statystyki
| Rok  | Liga       | Miejsce                   | Wynik | Zawodnicy                                                                              |
| ---- | ---------- | ------------------------- | ----- | -------------------------------------------------------------------------------------- |
| 2015 | III liga   | Rydułtowy, Zabrze, Rybnik | 2     | S. Walter, A. Kastelik, R. Faron, S. Żyłka, Ł. Brożek, A. Binkowska                    |
| 2015 | II liga    | Jastrzębia Góra           | 18    | S. Walter, S. Żyłka, A. Kastelik, R. Dzierżak, R. Faron, A. Binkowska                  |
| 2016 | II liga    | Jastrzębia Góra           | 20    | S. Walter, R. Dzierżak, A. Kastelik, P. Mucha, R. Faron, A. Binkowska                  |
| 2017 | II liga    | Szklarska Poręba          | 13    | R. Dzierżak, S. Walter, R. Faron, A. Kastelik, T. Wielek, A. Binkowska                 |
| 2018 | II liga    | Jastrzębia Góra           | 1     | S. Walter, J. Szóstko, R. Dzierżak, K. Żochowski, Ł. Zaleski, A. Binkowska             |
| 2019 | I liga     | Dźwirzyno                 | 2     | M. Klekowski, R. Barski, J. Kosakowski, S. Walter, R. Dzierżak, M. Malicka             |
| 2020 | ekstraliga | Kraków                    | 9     | M. Klekowski, P. Teclaf, R. Barski, J. Kosakowski, S. Walter, R. Dzierżak, A. Śliwicka |